# Всеамериканський конгрес есперанто
Всеамериканський конгрес есперанто (есп. Tut-Amerika Kongreso de Esperanto, TAKE) — найбільша зустріч американських есперантистів, яка проводиться почергово в одній із країн двох континентів щотри роки.
Спочатку зустріч була нерегулярною, але, починаючи з 3-го конгресу, стала проводитися кожні 3 роки. TAKE скликається Американською комісією Всесвітньої есперанто-асоціації і організовується місцемим оргкомітетом.
TAKE має на меті посилити солідарність між есперантистами з Північної, Центральної та Південної Америк, розвинути есперанто-рух та дослідити його проблеми. Під час конгресу есперантисти беруть участь у більшості запланованих програм, в тому числі в освітніх та розважальних заходах.

## Конгреси
| № | Дата проведення          | Місто        | Країна     | Тема                                                                          | К-сть учасників |
| - | ------------------------ | ------------ | ---------- | ----------------------------------------------------------------------------- | --------------- |
| 9 | 9—14 липня 2016          | Богота       | Колумбія   |                                                                               |                 |
| 8 | 9—14 липня 2011          | Сан-Паулу    | Бразилія   | Процеси регіональної інтеграції на американському континенті: роль есперанто. | 400             |
| 7 | 12—18 липня 2008         | Монреаль     | Канада     | Екосистеми, мови, культури: різноманітність для сталого розвитку в Америці    | 193             |
| 6 | 21—27 березня 2004       | Гавана       | Куба       | Який есперанто-рух для Америки?                                               | 178             |
| 5 | 15—21 квітня 2001        | Мехіко       | Мексика    | Америка: Один континент, різні історії.                                       | 169             |
| 4 | 27 січня — 3 лютого 1999 | Богота       | Колумбія   | Есперанто і третє тисячоліття                                                 | 63              |
| 3 | 12—17 лютого 1996        | Сан-Хосе     | Коста-Рика | Всеамериканська діяльність                                                    | 50              |
| 2 | 12—15 липня 1980         | Буенос-Айрес | Аргентина  |                                                                               |                 |
| 1 | 17—22 липня 1978         | Марилія      | Бразилія   | Перший Латиноамериканський Конгрес Есперанто                                  | 420             |